# Вознесенське (Далматовський район)
Вознесе́нське (рос. Вознесенское) — село у складі Далматовського району Курганської області, Росія. Адміністративний центр Вознесенської сільської ради.
Населення — 201 особа (2010, 304 у 2002).
Національний склад станом на 2002 рік: росіяни — 98 %.